# 克里斯蒂娜·乌兰德
克里斯蒂娜·乌兰德（瑞典語：Kristina Ulander，1981年9月16日—），瑞典女子轮椅冰壶运动员。她曾代表瑞典参加2014年、2018年和2022年冬季残疾人奥林匹克运动会轮椅冰壶比赛，其中2022年冬季残奥会获得一枚银牌。